# Livramento (kommun i Brasilien)
Livramento är en kommun i Brasilien.   Den ligger i delstaten Paraíba, i den östra delen av landet, 1 500 km nordost om huvudstaden Brasília. Antalet invånare är 7 164. Arean är 300 kvadratkilometer.
Terrängen i Livramento är platt.
Omgivningarna runt Livramento är huvudsakligen savann. Runt Livramento är det glesbefolkat, med 8 invånare per kvadratkilometer.